# Homoródbene
Homoródbene (egyes forrásokban Szászbénye, románul Beia, németül Meeburg, az erdélyi szász nyelven Mebrich) település Romániában, Brassó megyében.

## Fekvése
Brassótól és Kőhalomtól északra, Rádos, Pálos és a Hargita megyei Petek közt fekvő település.

## Története
Először 1442-ben Hunyadi János egyik itt kelt oklevelében említik, Bene néven. 1494-ben Meburg néven említik, de neve 1733-ban Szászbénye formában is előfordul.
A települést a középkorban a szászok lakták, akik a reformáció idején felvették a lutheránus vallást.
A trianoni békeszerződésig Udvarhely vármegye Homoródi járásához tartozott. 1944-ben német lakossága Németországba menekült, helyükre román telepesek érkeztek.

## Látnivalók
- Lutheránus temploma a 14. században épült, késő gótikus stílusban. 1493–1505 között nagymértékben átalakították. Szárnyasoltára 1513-ban készült, Johann Stoss segesvári művész alkotása. A templom harangját is a 15. században öntötték, Segesváron.

1999 után szárnyasoltárát biztonsági okoból a segesvári hegyi templomban helyezték el.

## Lakossága
1910-ben 957 lakosa volt, ebből 493 szász, 194 román, 146 cigány, 90 magyar és 34 szerb nemzetiségű.
2002-ben 378 lakosából 254 román, 86 cigány, 29 magyar és 9 német volt.